# Gerard Reynst
Gerard Reynst (Amsterdam, 1560 ca. – Batavia, 7 dicembre 1615) è stato un mercante olandese.

## Biografia
Tutto quello che si sa dei primi anni di Gerard Reynst è che nacque ad Amsterdam da Pieter Rijnst, produttore di sapone, e da Trijn Sijverts. Nel 1588 convolò a nozze con Margrieta Nicquet con cui si trasferì in una casa comprata dal fratello più anziano di Reijnst. Nel 1599, da mercante e armatore, divenne il co-fondatore, nonché amministratore, della compagnia del Brabante, che nel 1600 si trasformò nella compagnia Vereenighde di Amsterdam. Nel 1602, insieme con altre compagnie mercantili, la società di Reynst confluì nella compagnia olandese delle Indie orientali (VOC). Il 20 febbraio 1613, su richiesta dei suoi colleghi della compagnia, accettò l'incarico di governatore generale delle Indie orientali.
Il 2 giugno 1613, Gerard Reynst salpò con nove navi dai Paesi Bassi per assumere il controllo della carica di governatore dei territori della Compagnia, viaggio che durò 18 mesi. Durante questo tempo, Reynst inviò una delle sue navi nel mar Rosso, così da poter iniziare a intavolare delle relazioni commerciali con le popolazioni arabe dell'area. All'arrivo, prese ufficialmente il comando, sostituendo il suo predecessore Pieter Both. Il suo incarico si concluse con la sua morte, avvenuta il 7 dicembre 1615, a causa della dissenteria. Durante il suo mandato riuscì a impedire l'insediamento degli inglesi sull'isola di Ceram.
All'Aia è presente una via intitolata in sua memoria, chiamata Gerard Reijnststraat, vicina all'area che gli alleati bombardarono per sbaglio durante la seconda guerra mondiale.

## Famiglia
Nel 1588, Reynst sposò a Haarlem Margriet Niquet, figlia del ricco mercante e collezionista d'arte Jean Niquet di Anversa. Alla sua morte, il governatore lasciò la moglie, che lo aveva accompagnato nelle Indie orientali, con sette figli. Tra questi spiccano i fratelli Gerard e Jan, famosi collezionisti d'arte. La figlia Weijntje, invece, divenne la madre di Isaak Isaaksz Coymans, uno dei membri fondatori della compagnia danese delle Indie occidentali.